# Kungariket Island
Kungariket Island (isländska: Konungsríkið Ísland) var en konstitutionell monarki som fanns mellan 1 december 1918 och 17 juni 1944, då republiken Island bildades.

## Historia

### Ursprung ur danskt styre
Island hade kontrollerats av Danmark sedan 1380, även om man formellt var en norsk besittning fram till 1814. 1874, ungefär 1 000 år efter första kända bosättningen, gav Danmark självstyre till Island, vilket utökades 1904. Konstitutionen, som skrevs 1874, förnyades 1903 då en minister för isländska affärer, förlagd till Reykjavik, blev ansvarig för Alltinget, Islands parlament.

### Kungariket bildas

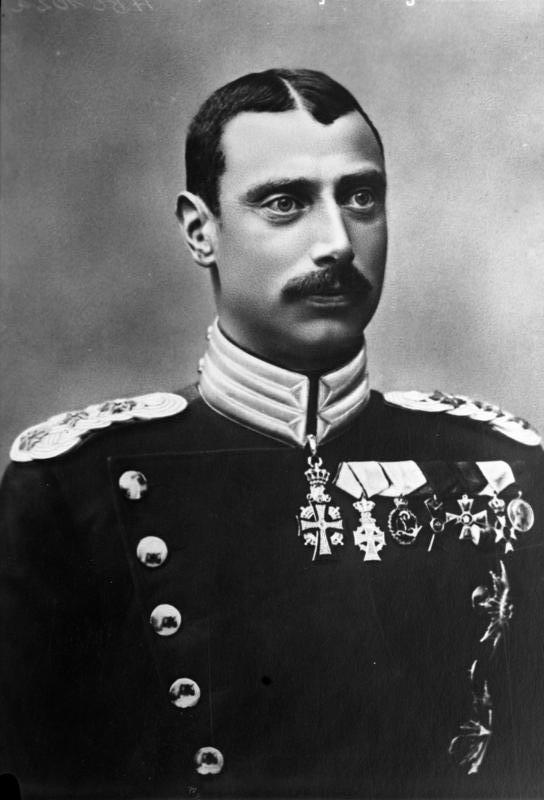
Kristian X av Island

Unionsakten från 1 december 1918, ett avtal med Danmark, erkände Islands självständighet, men förenad med Danmark under personalunion.  Kungariket ritade en egen flagga, och bad Danmark att sköta utrikes- och försvarsaffärer. Man beslutade att 1940 skulle akten kunna ändras, och skulle kunna upphöra tre år senare om inget avtal nåddes.

### Andra världskriget och republikens bildande
Tysklands militära närvaro i Danmark under andra världskriget från den 9 april 1940 försvårade kommunikationerna mellan Danmark och Island. Den 10 april det året beslutade Islands parlament att ta kontroll över utrikes ärenden, och valde Sveinn Björnsson som provinsguvernör, och han kom senare att bli republikens förste president.
Under andra världskrigets första år höll Island strikt neutralitet, och agerade mot både Storbritannien och Tysklands styrkor om de äventyrade neutralitetens lagar. Den 10 maj 1940 påbörjades Operation Fork då brittiska soldater började anfalla Island genom att landstiga i Reykjaviks hamn. De isländska myndigheterna överlämnade en protest mot vad som kallades "uppenbar kränkning" av Islands neutralitet. Under invasionsdagen läste Islands statsminister Hermann Jónasson ett radiotal till Islands folk om att behandla de brittiska soldaterna som gäster. Den allierade ockupationen av Island pågick kriget ut.
Storbritannien hade som mest 25 000 soldater stationerade på Island, bland annat i Reykjavik och på andra strategiskt viktiga platser. I juli 1941 togs ansvaret för Islands försvar över av USA efter ett försvarsavtal mellan USA och Island. Storbritannien behövde ta hem så många soldater man kunde, och Island fick då sluta avtal med USA. Upp till 40 000 soldater var stationerade på Island, fler än antalet vuxna män på Island. (Vid den tiden hade Island en befolkning på omkring 120 000 invånare.)
Efter en folkomröstning den 24 maj 1944, blev Island en självständig republik den 17 juni 1944. De tyska soldaterna fanns då kvar i Danmark, och många danskar kände att detta steg togs vid fel tid. Kung Kristian X av Danmark, som genom beslutet avsattes som kung av Island, skickade dock ett gratulationsmeddelande till Islands folk.